# Thermogladius
Genre
Espèces de rang inférieur
- Thermogladius cellulolyticus
- Thermogladius shockii

Thermogladius est un genre d'archées de la famille des Desulfurococcaceae.